# Pallamano ai XVII Giochi panamericani
La pallamano ai XVI Giochi panamericani si è svolta a Toronto, in Canada, dal 16 al 25 luglio 2015. Vi hanno partecipato 8 squadre nazionali maschile e 8 femminili. Le squadre vincitrici dei tornei (maschile e femminile), si sono qualificate direttamente per i Giochi olimpici del 2015. In caso di vittoria del Brasile, paese organizzatore dei Giochi, a qualificarsi è la finalista della competizione.

## Podio
| Evento             | Oro     | Argento   | Bronzo  |
| Pallamano - uomini | Brasile | Argentina | Cile    |
| Pallamano - donne  | Brasile | Argentina | Uruguay |

## Qualificazioni
Oltre al Canada in qualità di paese organizzatore, hanno preso parte ai tornei le prime tre classificate ai Giochi sudamericani 2014, ossia Brasile, Argentina e Cile, sia tra gli uomini che fra le donne, e le prime tre dei Giochi centramericani e caraibici 2014, ovvero Cuba, Porto Rico e Repubblica Dominicana tra gli uomini, e Cuba, Porto Rico e Messico tra le donne. L'ottava classificata è uscita da uno spareggio tra Uruguay, quarto ai Giochi sudamericani, e gli Stati Uniti. Sia tra gli uomini che tra le donne le squadre uruguaiane hanno prevalso in un doppio confronto di andata e ritorno.

## Torneo maschile

### Fase preliminare

#### Gruppo A
| Pos. | Squadra         | Pti | G | V | P | S | GF  | GS  | Diff |
| ---- | --------------- | --- | - | - | - | - | --- | --- | ---- |
| 1    | Brasile         | 6   | 3 | 3 | 0 | 0 | 120 | 53  | +67  |
| 2    | Uruguay         | 4   | 3 | 2 | 0 | 1 | 51  | 61  | -10  |
| 3    | Canada          | 2   | 3 | 1 | 0 | 2 | 62  | 85  | -23  |
| 4    | Rep. Dominicana | 0   | 3 | 0 | 0 | 3 | 66  | 109 | -43  |

| Data      | Ora   | Partita         | Partita | Partita         |
| --------- | ----- | --------------- | ------- | --------------- |
| 17 luglio | 11:30 | Canada          | 17 - 34 | Brasile         |
| 17 luglio | 13:30 | Rep. Dominicana | 23 - 33 | Uruguay         |
| 19 luglio | 11:30 | Brasile         | 38 - 18 | Uruguay         |
| 19 luglio | 13:30 | Canada          | 28 - 25 | Rep. Dominicana |
| 21 luglio | 11:30 | Canada          | 17 - 26 | Uruguay         |
| 21 luglio | 13:30 | Brasile         | 48 - 18 | Rep. Dominicana |

#### Gruppo B
| Pos. | Squadra    | Pti | G | V | P | S | GF  | GS  | Diff |
| ---- | ---------- | --- | - | - | - | - | --- | --- | ---- |
| 1    | Argentina  | 6   | 3 | 3 | 0 | 0 | 103 | 63  | +40  |
| 2    | Cile       | 3   | 3 | 1 | 1 | 1 | 87  | 84  | +3   |
| 3    | Cuba       | 3   | 3 | 1 | 1 | 1 | 87  | 89  | -2   |
| 4    | Porto Rico | 0   | 3 | 0 | 0 | 3 | 68  | 109 | -41  |

| Data      | Ora   | Partita    | Partita | Partita    |
| --------- | ----- | ---------- | ------- | ---------- |
| 17 luglio | 18:30 | Argentina  | 35 - 18 | Cuba       |
| 17 luglio | 20:30 | Cile       | 33 - 23 | Porto Rico |
| 19 luglio | 18:30 | Porto Rico | 22 - 38 | Argentina  |
| 19 luglio | 20:30 | Cuba       | 31 - 31 | Cile       |
| 21 luglio | 18:30 | Porto Rico | 23 - 38 | Cuba       |
| 21 luglio | 20:30 | Argentina  | 30 - 23 | Cile       |

### Fase finale

#### Tabellone 1º - 4º posto
|  | Semifinali | Semifinali | Semifinali |           |         | Finale 1º posto | Finale 1º posto | Finale 1º posto |  |
|  |            |            |            |           |         |                 |                 |                 |  |
|  | Brasile    | Brasile    | 34         |           |         |                 |                 |                 |  |
|  | Brasile    | Brasile    | 34         |           |         |                 |                 |                 |  |
|  | Cile       | Cile       | 24         |           |         |                 |                 |                 |  |
|  | Cile       | Cile       | 24         |           | Brasile | Brasile         | 29              |                 |  |
|  |            |            |            |           | Brasile | Brasile         | 29              |                 |  |
|  |            |            | Argentina  | Argentina | 27      |                 |                 |                 |  |
|  | Argentina  | Argentina  | Argentina  | Argentina | 27      | 20              |                 |                 |  |
|  | Argentina  | Argentina  |            |           |         | 20              |                 |                 |  |
|  | Uruguay    | Uruguay    | 12         |           |         | Finale 3º posto | Finale 3º posto | Finale 3º posto |  |
|  | Uruguay    | Uruguay    | 12         |           |         |                 |                 |                 |  |
|  |            |            |            |           |         |                 |                 |                 |  |
|  |            |            |            |           |         | Cile            | Cile            | 23              |  |
|  |            |            |            |           |         | Cile            | Cile            | 23              |  |
|  |            |            |            |           |         | Uruguay         | Uruguay         | 17              |  |

#### Tabellone 5º - 8º posto
|  | Semifinali      | Semifinali      | Semifinali |      |            | Finale 5º posto | Finale 5º posto | Finale 5º posto |  |
|  |                 |                 |            |      |            |                 |                 |                 |  |
|  | Canada          | Canada          | 24         |      |            |                 |                 |                 |  |
|  | Canada          | Canada          | 24         |      |            |                 |                 |                 |  |
|  | Porto Rico      | Porto Rico      | 29         |      |            |                 |                 |                 |  |
|  | Porto Rico      | Porto Rico      | 29         |      | Porto Rico | Porto Rico      | 39              |                 |  |
|  |                 |                 |            |      | Porto Rico | Porto Rico      | 39              |                 |  |
|  |                 |                 | Cuba       | Cuba | 38         |                 |                 |                 |  |
|  | Cuba            | Cuba            | Cuba       | Cuba | 38         | 40              |                 |                 |  |
|  | Cuba            | Cuba            |            |      |            | 40              |                 |                 |  |
|  | Rep. Dominicana | Rep. Dominicana | 24         |      |            | Finale 7º posto | Finale 7º posto | Finale 7º posto |  |
|  | Rep. Dominicana | Rep. Dominicana | 24         |      |            |                 |                 |                 |  |
|  |                 |                 |            |      |            |                 |                 |                 |  |
|  |                 |                 |            |      |            | Canada          | Canada          | 27              |  |
|  |                 |                 |            |      |            | Canada          | Canada          | 27              |  |
|  |                 |                 |            |      |            | Rep. Dominicana | Rep. Dominicana | 23              |  |

#### Semifinali
| Toronto 23 luglio 2015 | Brasile | 34 – 24 referto | Cile | Direct Energy Centre |

| Toronto 23 luglio 2015 | Argentina | 20 – 12 referto | Uruguay | Direct Energy Centre |

- 5º-8º posto

| Toronto 23 luglio 2015 | Canada | 24 – 29 | Porto Rico | Direct Energy Centre |

| Toronto 23 luglio 2015 | Rep. Dominicana | 24 – 40 | Cuba | Direct Energy Centre |

#### Finali
- 7º posto

| Toronto 25 luglio 2015 | Canada | 27 – 23 referto | Rep. Dominicana | Direct Energy Centre |

- 5º posto

| Toronto 23 luglio 2015 | Porto Rico | 39 – 38 referto | Cuba | Direct Energy Centre |

- Finale per il Bronzo

| Toronto 25 luglio 2015 | Cile | 23 – 17 referto | Uruguay | Direct Energy Centre |

- Finale per l'Oro

| Toronto 25 luglio 2015 | Brasile | 29 – 27 referto | Argentina | Direct Energy Centre |

## Classifica finale
| Classifica | Squadre         |
| ---------- | --------------- |
|            | Brasile         |
|            | Argentina       |
|            | Cile            |
| 4          | Uruguay         |
| 5          | Porto Rico      |
| 6          | Cuba            |
| 7          | Canada          |
| 8          | Rep. Dominicana |

## Torneo femminile

### Fase preliminare

#### Gruppo A
| Pos. | Squadra    | Pti | G | V | P | S | GF  | GS | Diff |
| ---- | ---------- | --- | - | - | - | - | --- | -- | ---- |
| 1    | Brasile    | 6   | 3 | 3 | 0 | 0 | 120 | 52 | +68  |
| 2    | Messico    | 4   | 3 | 2 | 0 | 1 | 83  | 86 | -3   |
| 3    | Porto Rico | 1   | 3 | 0 | 1 | 2 | 72  | 98 | -26  |
| 4    | Canada     | 1   | 3 | 0 | 1 | 2 | 55  | 94 | -39  |

| Data      | Ora   | Partita    | Partita | Partita    |
| --------- | ----- | ---------- | ------- | ---------- |
| 16 luglio | 11:30 | Brasile    | 38 - 21 | Porto Rico |
| 16 luglio | 13:30 | Messico    | 25 - 22 | Canada     |
| 18 luglio | 11:30 | Brasile    | 48 - 12 | Canada     |
| 18 luglio | 13:30 | Porto Rico | 30 - 39 | Messico    |
| 20 luglio | 11:30 | Canada     | 21 - 21 | Porto Rico |
| 21 luglio | 13:30 | Messico    | 19 - 34 | Brasile    |

| Pos. | Squadra   | Pti | G | V | P | S | GF | GS | Diff |
| ---- | --------- | --- | - | - | - | - | -- | -- | ---- |
| 1    | Argentina | 4   | 3 | 2 | 0 | 1 | 75 | 60 | +15  |
| 2    | Uruguay   | 4   | 3 | 2 | 0 | 1 | 80 | 74 | +6   |
| 3    | Cuba      | 4   | 2 | 2 | 0 | 0 | 55 | 50 | +5   |
| 4    | Cile      | 0   | 3 | 0 | 0 | 3 | 69 | 90 | -21  |

| Data      | Ora   | Partita   | Partita | Partita   |
| --------- | ----- | --------- | ------- | --------- |
| 16 luglio | 11:30 | Argentina | 20 - 15 | Uruguay   |
| 16 luglio | 13:30 | Cile      | 25 - 28 | Cuba      |
| 18 luglio | 11:30 | Cuba      | 27 - 25 | Argentina |
| 18 luglio | 13:30 | Uruguay   | 32 - 26 | Cile      |
| 20 luglio | 11:30 | Uruguay   | 33 - 28 | Cuba      |
| 21 luglio | 13:30 | Argentina | 30 - 18 | Cile      |

### Fase finale

#### Tabellone 1º - 4º posto
|  | Semifinali | Semifinali | Semifinali |           |         | Finale 1º posto | Finale 1º posto | Finale 1º posto |  |
|  |            |            |            |           |         |                 |                 |                 |  |
|  | Brasile    | Brasile    | 40         |           |         |                 |                 |                 |  |
|  | Brasile    | Brasile    | 40         |           |         |                 |                 |                 |  |
|  | Uruguay    | Uruguay    | 22         |           |         |                 |                 |                 |  |
|  | Uruguay    | Uruguay    | 22         |           | Brasile | Brasile         | 25              |                 |  |
|  |            |            |            |           | Brasile | Brasile         | 25              |                 |  |
|  |            |            | Argentina  | Argentina | 20      |                 |                 |                 |  |
|  | Argentina  | Argentina  | Argentina  | Argentina | 20      | 27              |                 |                 |  |
|  | Argentina  | Argentina  |            |           |         | 27              |                 |                 |  |
|  | Messico    | Messico    | 16         |           |         | Finale 3º posto | Finale 3º posto | Finale 3º posto |  |
|  | Messico    | Messico    | 16         |           |         |                 |                 |                 |  |
|  |            |            |            |           |         |                 |                 |                 |  |
|  |            |            |            |           |         | Uruguay         | Uruguay         | 29              |  |
|  |            |            |            |           |         | Uruguay         | Uruguay         | 29              |  |
|  |            |            |            |           |         | Messico         | Messico         | 21              |  |

#### Tabellone 5º - 8º posto
|  | Semifinali | Semifinali | Semifinali |      |            | Finale 5º posto | Finale 5º posto | Finale 5º posto |  |
|  |            |            |            |      |            |                 |                 |                 |  |
|  | Porto Rico | Porto Rico | 36         |      |            |                 |                 |                 |  |
|  | Porto Rico | Porto Rico | 36         |      |            |                 |                 |                 |  |
|  | Cile       | Cile       | 34         |      |            |                 |                 |                 |  |
|  | Cile       | Cile       | 34         |      | Porto Rico | Porto Rico      | 27              |                 |  |
|  |            |            |            |      | Porto Rico | Porto Rico      | 27              |                 |  |
|  |            |            | Cuba       | Cuba | 40         |                 |                 |                 |  |
|  | Canada     | Canada     | Cuba       | Cuba | 40         | 20              |                 |                 |  |
|  | Canada     | Canada     |            |      |            | 20              |                 |                 |  |
|  | Cuba       | Cuba       | 30         |      |            | Finale 7º posto | Finale 7º posto | Finale 7º posto |  |
|  | Cuba       | Cuba       | 30         |      |            |                 |                 |                 |  |
|  |            |            |            |      |            |                 |                 |                 |  |
|  |            |            |            |      |            | Cile            | Cile            | 20              |  |
|  |            |            |            |      |            | Cile            | Cile            | 20              |  |
|  |            |            |            |      |            | Canada          | Canada          | 27              |  |

#### Semifinali
| Toronto 22 luglio 2015 | Brasile | 40 – 22 | Uruguay | Direct Energy Centre |

| Toronto 22 luglio 2015 | Messico | 16 – 27 | Argentina | Direct Energy Centre |

- 5º-8º posto

| Toronto 22 luglio 2015 | Porto Rico | 36 – 34 | Cile | Direct Energy Centre |

| Toronto 22 luglio 2015 | Canada | 20 – 30 | Cuba | Direct Energy Centre |

#### Finali
- 7º posto

| Toronto 24 luglio 2015                  | Cile      | 20 – 27 referto | Canada | Direct Energy Centre |
| \| \| \| \| \| 27 \| Marcatori \| 40 \| |           |                 |        |                      |
|                                         |           |                 |        |                      |
| 27                                      | Marcatori | 40              |        |                      |

- 5º posto

| Toronto 24 luglio 2015 | Porto Rico | 27 – 40 referto | Cuba | Direct Energy Centre |

- Finale per il Bronzo

| Toronto 24 luglio 2015 | Uruguay | 29 – 21 referto | Messico | Direct Energy Centre |

- Finale per l'Oro

| Toronto 24 luglio 2015 | Brasile | 25 – 20 referto | Argentina | Direct Energy Centre |

## Classifica finale
| Classifica | Squadre    |
| ---------- | ---------- |
|            | Brasile    |
|            | Argentina  |
|            | Uruguay    |
| 4          | Messico    |
| 5          | Cuba       |
| 6          | Porto Rico |
| 7          | Canada     |
| 8          | Cile       |